# Heian-kyo

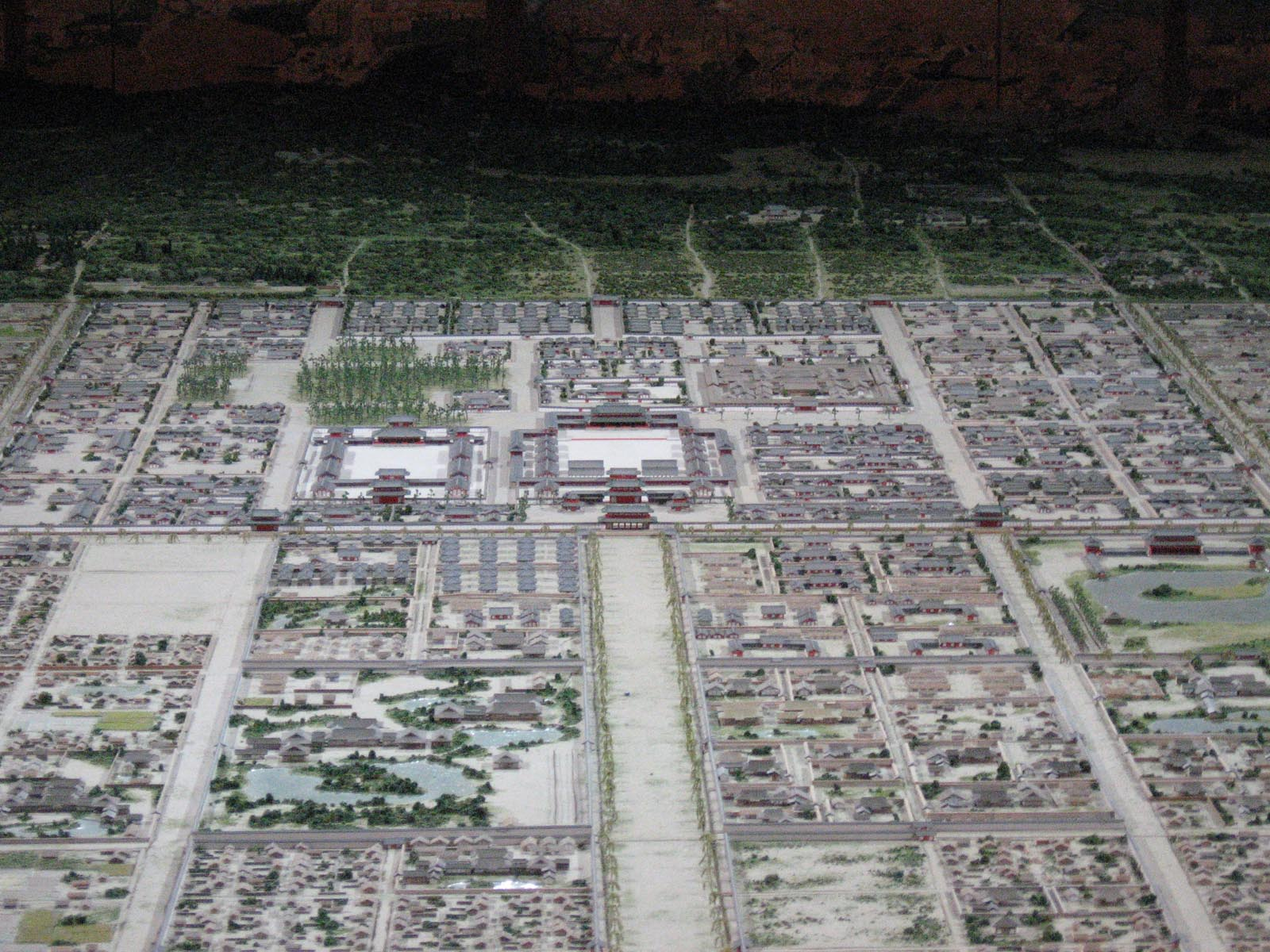
Daidairi (paleis in het midden) en een panorama over Heian-kyō (schaalmodel)

Heian-kyō (Japans: 平安京) was een van de steden die tegenwoordig bekendstaat als Kyoto. Het was van 794 tot 1868 de hoofdstad van Japan.
Keizer Kammu benoemde de stad tot hoofdstad 794. Daarvoor was Nagaoka-kyō de hoofdstad. Hij deed dit op aandringen van zijn adviseur Wake no Kiyomaro. Voor deze nieuwe functie werd Heian-kyō gemodelleerd naar Chang’an, de hoofdstad van de Chinese Tang-dynastie.
De stad bleef tot 1185 het politiek centrum van Japan, tot de samoeraiclan Minamoto de macht greep en het Kamakura-shogunaat in het leven riep. De periode van 794 tot 1185 staat bekend als de Heianperiode.
Hoewel de macht in het land door verschillende shogunaten werd uitgeoefend, bleef Heian de keizerlijke hoofdstad.

## Schematisch diagram van Heian-kyō
De poorten van de Daidairi zijn gemarkeerd in het Japans. De romanisatie van deze namen luidt:
| - Zuidzijde (van oost naar west): - Bifuku-mon - Suzku-mon - Kōga-mon               | - Mibu - Sujzaku-ōji - Kōgamon-ōji             |
| - Westzijde (van zuid naar noord): - Datten-mon - Sōheki-mon - Impu-mon - Jōsai-mon | - Ōimikado - Nakamikado - Konoye - Tushimikado |
| - Noordzijde (van west naar oost): - Anka-mon - Ikan-mon - Tatchi-mon               |                                                |
| - Oostzijde (van noord naar zuid): - Jōtō-mon - Yōmei-mon - Taiken-mon - Ikuhō-mon  | - Tushimikado - Konoye - Nakamikado - Ōimikado |